# Victor Noir

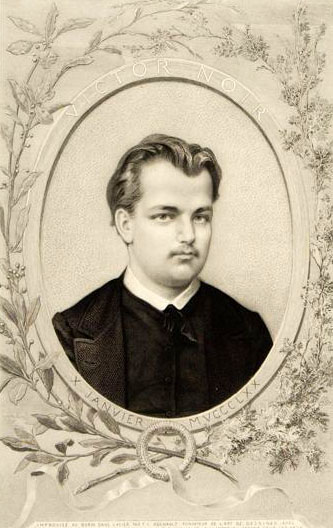
Victor Noir.

Victor Noir (egentligen Yvan Salman), född 30 juli 1848 i Attigny, död 10 januari 1870 i Paris, var en fransk journalist.

## Biografi
Noir, som var reporter för tidningen La Marseillaise, sköts till döds den 10 januari 1870 i en pistolduell mot kejsar Napoleon III:s kusin, Pierre Bonaparte. Denne frikändes vid den påföljande rättegången, vilket ledde till stora protestdemonstrationer. Vid Noirs begravning på kyrkogården i Neuilly-sur-Seine följde omkring 100 000 människor kistan. Hans stoft fördes sedermera till Père-Lachaisekyrkogården i Paris. 
Noirs gravsten har genom åren blivit ett populärt utflyktsmål för kärlekskranka kvinnor; den uppenbara utbuktningen vid gylfen brukar gnidas för tur i kärlek, och den som kysser statyns läppar och lägger en blomma invid hans hatt kommer att finna en äkta make före årets slut. Ett staket sattes upp runt gravstenen i november 2004, för att förhindra att besökare rörde vid densamma samt en skylt som förbjöd allt gnidande, men det dröjde inte länge innan dessa revs ner av kyrkogårdsbesökare.